# Mount Hulth
Mount Hulth ist ein 1470 m hoher Berg im Grahamland im Norden der Antarktischen Halbinsel. Er ragt mit abschüssigen schwarzen Kliffs an seiner Südostflanke an der Westseite des Cabinet Inlet und südlich der Mündung des Friederichsen-Gletschers an der Foyn-Küste auf.
1947 wurde er vom Falkland Islands Dependencies Survey (FIDS) kartiert und bei der US-amerikanischen Ronne Antarctic Research Expedition (1947–1948) aus der Luft fotografiert. Der FIDS benannte den Berg nach dem schwedischen Polarbibliografen Johan Markus Hulth (1865–1928).